# Jana Portugalská (1439–1475)

Znak Jany Portugalské

Jana Portugalská (20. března 1439, Quinta do Monte Olivete, Almada – 12. prosince 1475, Madrid) byla rodem portugalská infantka a sňatkem kastilská královna.

## Biografie

### Původ, mládí
Narodila se jako nejmladší z devíti dětí portugalského krále Eduarda I. a jeho manželky Eleonory Aragonské, dcery Ferdinanda I. Aragonského a Eleonory z Alburquerque. Narodila se jako pohrobek svého otce, jenž zemřel půl roku před jejím narozením v září roku 1438.

### Kastilská královna
21. května roku 1455 se v Córdobě provdala za kastilského krále, svého bratrance Jindřicha IV. Jana byla jeho druhou manželkou – své první manželství s Blankou Navarrskou nechal Jindřich po třinácti letech trvání papežem Mikulášem V. anulovat, neboť po celou dobu manželství nebyl schopen s Blankou intimně žít; v království byly rozšířeny zvěsti o tom, že král je impotentní. Jana porodila teprve po sedmi letech bez dětí v únoru roku 1462 dceru, jež dostala jméno po matce, v království však dostala přídomek "La Beltraneja" kvůli tomu, že podle rozšířených zvěstí jejím skutečným otcem měl být Beltrán de la Cueva, jenž byl považován za dlouholetého milence královny.

### Skandály a mimomanželské děti
Za svého pobytu u kastilského dvora vzbuzovala pohoršení kastilské šlechty svými přes míru smělými oděvy a volnými mravy – její dekolty byly příliš vyzývavé a chování provokativní. Byli jí připisováni četní milenci, včetně známého básníka Juana Rodrígueze de la Cámara. Po narození dcery Jany a rozšíření zvěstí o jejím nelegitimním původu Jindřich vykázal královnu Janu do vyhnanství na hrad Coca u Segovie kardinála Fonsecy. Zde se zamilovala do kardinálova synovce Pedra de Castilla y Fonseca (pravnuka krále Petra I. Kastilského) a porodila mu dva syny – dvojčata. Jindřich se s ní roku 1468 rozvedl s tím, že jejich manželství bylo od počátku nelegitimní.

### Manželský život a legitimita dcery
Otázka, zda byl Jindřich IV. Kastilský skutečně impotentní a otázka otcovství Jany la Beltraneja nebyla nikdy zodpovězena. Některé prameny ozřejmují způsob, jakým měla královna otěhotnět – prostřednictvím předchůdce umělého oplodnění, per cannam auream (prostřednictvím zlaté trubičky). To i další popisy umožnily španělskému lékaři a historikovi Gregoriu Marañónovi vypracovat Ensayo biológico sobre Enrique IV de Castilla y su tiempo (Biologická esej o Jindřichu IV. Kastilském a jeho době) (Madrid 1930), kde u krále diagnostikoval eunuchoidní dysplasii na základě akromegalie; v současnosti pak se jeho porucha definuje jako endokrinopatie, patrně tumor hypofýzy, manifestovaná chronickou renální lithiázou, impotencí, anomálií penisu a neplodností, kromě psychopatologických projevů.
V každém případě svědectví a doklady o jeho impotenci mohly být rozhlášeny jeho protivníky, kteří jich mohli využít jako politické zbraně. Když totiž zemřel mladší nevlastní Jindřichův bratr Alfons, jemuž byla jako chlapci dána v nástupnictví přednost před jeho starší sestrou Isabelou, přešli Alfonsovi přívrženci mezi stoupence Isabeliny. Protože byla žena stejně jako Jindřichova dcera Jana, pro uznání její legitimity jako následnice bylo třeba zpochybnit legitimitu Janinu.

### Smrt
Po Jindřichově smrti v roce 1474 tedy začala Jana Portugalská bránit nástupnická práva své dcery Jany la Beltraneja k trůnu Kastilie a Leónu. Již koncem následujícího roku (12. prosince 1475) ve věku 36 let zemřela. Pochována byla ve františkánském klášteře v Madridu. Její hrob se do dnešní doby nedochoval. Její dcera Jana la Beltraneja se svých dědických práv nedobrala, kastilskou královnou se stala její teta Isabela.

## Vývod z předků
|                  |                         |  |                        |                      |  |  |  |  |  |  |  | Alfons IV. Portugalský |
|                  |                         |  |                        |                      |  |  |  |  |  |  |  |                        |
|                  | Petr I. Portugalský     |  |                        |                      |  |  |  |  |  |  |  |                        |
|                  |                         |  |                        |                      |  |  |  |  |  |  |  |                        |
|                  |                         |  |                        | Beatrix Kastilská    |  |  |  |  |  |  |  |                        |
|                  |                         |  |                        |                      |  |  |  |  |  |  |  |                        |
|                  | Jan I. Portugalský      |  |                        |                      |  |  |  |  |  |  |  |                        |
|                  |                         |  |                        |                      |  |  |  |  |  |  |  |                        |
|                  |                         |  |                        | Lourenço Martins     |  |  |  |  |  |  |  |                        |
|                  |                         |  |                        |                      |  |  |  |  |  |  |  |                        |
|                  | Teresa Lourenço         |  |                        |                      |  |  |  |  |  |  |  |                        |
|                  |                         |  |                        |                      |  |  |  |  |  |  |  |                        |
|                  |                         |  |                        | Maria de Lourdes Gil |  |  |  |  |  |  |  |                        |
|                  |                         |  |                        |                      |  |  |  |  |  |  |  |                        |
|                  | Eduard I. Portugalský   |  |                        |                      |  |  |  |  |  |  |  |                        |
|                  |                         |  |                        |                      |  |  |  |  |  |  |  |                        |
|                  |                         |  |                        | Eduard III. Anglický |  |  |  |  |  |  |  |                        |
|                  |                         |  |                        |                      |  |  |  |  |  |  |  |                        |
|                  | Jan z Gentu             |  |                        |                      |  |  |  |  |  |  |  |                        |
|                  |                         |  |                        |                      |  |  |  |  |  |  |  |                        |
|                  |                         |  |                        | Filipa Henegavská    |  |  |  |  |  |  |  |                        |
|                  |                         |  |                        |                      |  |  |  |  |  |  |  |                        |
|                  | Filipa z Lancasteru     |  |                        |                      |  |  |  |  |  |  |  |                        |
|                  |                         |  |                        |                      |  |  |  |  |  |  |  |                        |
|                  |                         |  |                        | Jindřich z Grosmontu |  |  |  |  |  |  |  |                        |
|                  |                         |  |                        |                      |  |  |  |  |  |  |  |                        |
|                  | Blanka z Lancasteru     |  |                        |                      |  |  |  |  |  |  |  |                        |
|                  |                         |  |                        |                      |  |  |  |  |  |  |  |                        |
|                  |                         |  |                        | Isabela z Beaumontu  |  |  |  |  |  |  |  |                        |
|                  |                         |  |                        |                      |  |  |  |  |  |  |  |                        |
| Jana Portugalská |                         |  |                        |                      |  |  |  |  |  |  |  |                        |
|                  |                         |  |                        |                      |  |  |  |  |  |  |  |                        |
|                  |                         |  | Jindřich II. Kastilský |                      |  |  |  |  |  |  |  |                        |
|                  |                         |  |                        |                      |  |  |  |  |  |  |  |                        |
|                  | Jan I. Kastilský        |  |                        |                      |  |  |  |  |  |  |  |                        |
|                  |                         |  |                        |                      |  |  |  |  |  |  |  |                        |
|                  |                         |  |                        | Juana Manuel         |  |  |  |  |  |  |  |                        |
|                  |                         |  |                        |                      |  |  |  |  |  |  |  |                        |
|                  | Ferdinand I. Aragonský  |  |                        |                      |  |  |  |  |  |  |  |                        |
|                  |                         |  |                        |                      |  |  |  |  |  |  |  |                        |
|                  |                         |  |                        | Petr IV. Aragonský   |  |  |  |  |  |  |  |                        |
|                  |                         |  |                        |                      |  |  |  |  |  |  |  |                        |
|                  | Eleonora Aragonská      |  |                        |                      |  |  |  |  |  |  |  |                        |
|                  |                         |  |                        |                      |  |  |  |  |  |  |  |                        |
|                  |                         |  |                        | Eleonora Sicilská    |  |  |  |  |  |  |  |                        |
|                  |                         |  |                        |                      |  |  |  |  |  |  |  |                        |
|                  | Eleonora Aragonská      |  |                        |                      |  |  |  |  |  |  |  |                        |
|                  |                         |  |                        |                      |  |  |  |  |  |  |  |                        |
|                  |                         |  |                        | Alfons XI. Kastilský |  |  |  |  |  |  |  |                        |
|                  |                         |  |                        |                      |  |  |  |  |  |  |  |                        |
|                  | Sancho Kastilský        |  |                        |                      |  |  |  |  |  |  |  |                        |
|                  |                         |  |                        |                      |  |  |  |  |  |  |  |                        |
|                  |                         |  |                        | Eleonora z Guzmánu   |  |  |  |  |  |  |  |                        |
|                  |                         |  |                        |                      |  |  |  |  |  |  |  |                        |
|                  | Eleonora z Alburquerque |  |                        |                      |  |  |  |  |  |  |  |                        |
|                  |                         |  |                        |                      |  |  |  |  |  |  |  |                        |
|                  |                         |  |                        | Petr I. Portugalský  |  |  |  |  |  |  |  |                        |
|                  |                         |  |                        |                      |  |  |  |  |  |  |  |                        |
|                  | Beatrix z Alburquerque  |  |                        |                      |  |  |  |  |  |  |  |                        |
|                  |                         |  |                        |                      |  |  |  |  |  |  |  |                        |
|                  |                         |  |                        | Inés de Castro       |  |  |  |  |  |  |  |                        |
|                  |                         |  |                        |                      |  |  |  |  |  |  |  |                        |